# Resolució 933 del Consell de Seguretat de les Nacions Unides
La Resolució 933 del Consell de Seguretat de les Nacions Unides fou adoptada per unanimitat el 30 de juny de 1994. Després de recordar resolucions 841 (1993), 861 (1993), 862 (1993), 867 (1993), 873 (1993) i 875 (1993) 905 (1994) i la Resolució 917 (1994), el Consell va observar la deterioració de la situació a Haití i va ampliar el mandat de la Missió de les Nacions Unides a Haití (UNMIH) fins al 31 de juliol de 1994.
El Consell es va mostrar profundament preocupat perquè el desplegament de la missió de la UNMIH encara estava sent obstruït i el fracàs de les Forces Armades d'Haití en exercir les seves responsabilitats per permetre'l funcionar. Es va observar que l'Organització d'Estats Americans havia adoptat una resolució que demana que es reforci el mandat de la UNMIH. Va ser important que la missió es desplegués el més aviat possible.
Es va condemnar la recent escalada de la violència, les violacions del dret internacional humanitari i la designació de l'anomenat govern de facto-III. Es va expressar preocupació davant el deteriorament de la situació humanitària a Haití i es va instar la comunitat internacional a ajudar en aquest respecte.
El Consell lamenta que les autoritats militars haitianes rebutgin l'aplicació de l'acord de pau de Governors Island i estenguin el mandat de la UNMIH fins al 31 de juliol de 1994. Es va demanar al Secretari General Boutros Boutros-Ghali que informe al Consell de Seguretat per 15 de juliol amb recomanacions sobre la força, la composició, el cost i la durada de la UNMIH, detallant també l'assistència que la missió podria proporcionar per restablir el govern democràtic d'Haití i qüestions relacionades amb la seguretat, l'aplicació de la llei i les eleccions.
Es va demanar als Estats membres que proporcionessin tropes, policies, personal, equips i suport logístic. S'hauria de revisar la situació a Haití i es considerarien recomanacions a la llum dels nous esdeveniments.